# 刁光覃
刁光覃（1915年9月2日—1992年5月12日），原名刁国栋，河北束鹿人，中国话剧表演艺术家，北京人民艺术剧院演员、原副院长，中国戏剧家协会理事，第四、五、六、七届全国政协委员。

## 家庭
妻子是话剧表演艺术家朱琳。